# Gíria
Gíria ou calão é uma forma de comunicação utilizada em um contexto informal, sendo muito utilizada em conversas do quotidiano. Contém palavras ou expressões que "fogem" da norma culta, as quais muitas têm origem na cultura de determinado povo ou região específica. O intuito de tais estruturas é substituir termos formais da língua, ou seja, interpretar as palavras com um sentido figurado. Por serem algo que muitas vezes é exclusivo de um pequeno grupo, é comum que muitas gírias não sejam reconhecidas por outras pessoas, fato esse que fortalece a identidade cultural de grupos sociais. 
O termo calão, embora possa ser percebido por vezes como sinônimo de gíria, outras vezes é classificado como uma forma de gíria mais grosseira ou obscena. As gírias, em sua maioria, pertencem ao vocabulário específico de certos grupos, como os surfistas, rappers, hippies, tatuadores, grafiteiros etc...[carece de fontes?] A linguagem das gírias é informal, pois tem um sentido figurado diferente.[carece de fontes?]
O termo jargão também pode ser entendido como uma gíria, no entanto, tem um cunho altamente profissional. Esse fato faz com que essas palavras sejam restritas a um pequeno grupo de médicos, professores, cineastas etc.. Trata-se, portanto, de termos específicos que facilitam a comunicação entre profissionais de determinada área.